# Музей К. Г. Паустовского (Москва)
Музей К. Г. Паустовского — первый и ведущий музей, посвященный жизни и творчеству Константина Георгиевича Паустовского. Является международным научным центром изучения творчества К. Г. Паустовского, ведёт выставочную и культурно-образовательную деятельность в Москве, регионах России и за рубежом. Находится под ведомством Департамента культуры города Москвы и включает в себя два подразделения: Музей К. Г. Паустовского в Москве и Мемориальный дом-музей К. Г. Паустовского в Тарусе.

## Музей К. Г. Паустовского в Москве

### История музея
Датой основания музея считается 1975 год. Общественный «Музей К. Г. Паустовского» был открыт по инициативе учителя литературы школы № 456 Волгоградского района города Москвы Зои Всеволодовны Квитко (1929—2008), сотрудника Министерства чёрной металлургии Татьяны Германовны Богомоловой и военного инженера Ильи Ильича Комарова (1938—2009). Первым помещением, где разместился музей, был клуб «Спутник 2» при Московском автокомбинате № 10 на Яснополянской улице, дом 3. Открытие состоялось 22 ноября 1975 года, а в 1984 году музею присвоили статус «Народного».
В 1986 году музей получил статус «народного». В 1987 году музей разместился в памятнике деревянной архитектуры XVIII века, относящемся к усадьбе князей Голицыных «Влахернское-Кузьминки», в «Доме садовника» («Серой даче») и был переименован в Литературный центр — музей K. Г. Паустовского.
В 1991 году музей меняет учредителей и принимает Устав литературного музея-центра К. Г. Паустовского. В 1992 году ЮНЕСКО призвал всё читающее человечество широко отметить юбилей писателя. После обращения к Правительству города Москвы ряда писателей и деятелей культуры, в число которых входили Булат Окуджава, Алексей Баталов, Юрий Черниченко, Борис Балтер и другие, Постановлением Правительства Москвы от 16.11.1993 г. № 1046 литературный музей-центр был реорганизован в Московский литературный музей-центр К. Г. Паустовского и перешел в ведение Комитета по культуре города Москвы как государственное учреждение культуры.
В 2019 году ГБУК г. Москвы «Московский литературный музей-центр К. Г. Паустовского» переименован в ГБУК города Москвы «Музей К. Г. Паустовского».

### История здания

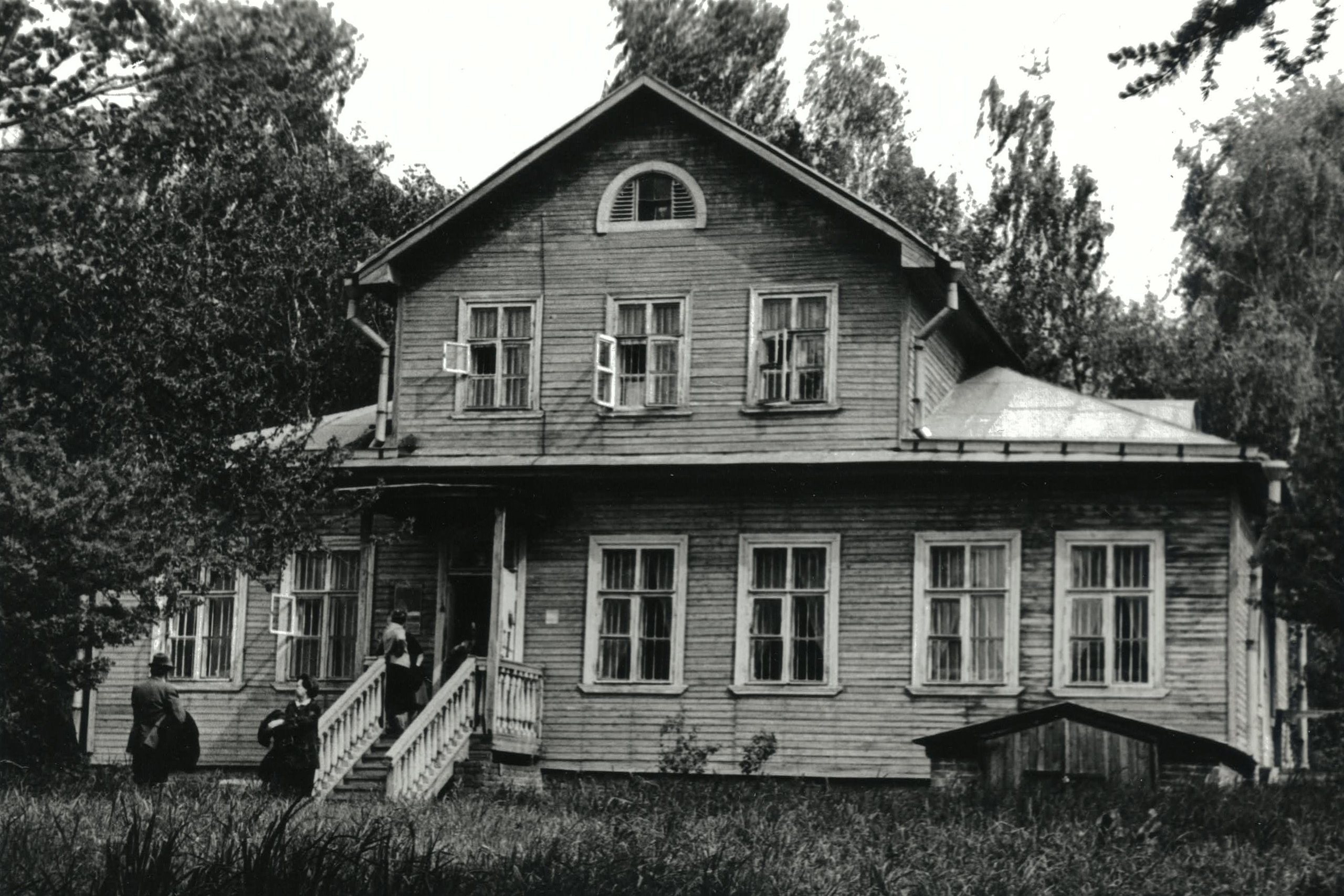
«Серая дача», вторая половина XX века.

Одноэтажный деревянный дом с мезонином предположительно был построен в 1797 году для садовника усадьбы Кузьминки князей Голицыных. После смерти князя С. М. Голицина (во второй половине XIX века) здание сдавалось в аренду на дачный сезон, благодаря чему и появилось название «Серая дача». В советский период оно пришло в упадок вместе со всем имением, сгорело в 1970-х годах и было восстановлено в 1980-х. Флигель садовника является памятником архитектуры с официальным названием «Комплекс сооружений на садоводстве: дом садовника „Серая дача“, конец XVIII в.»

### Экспозиция

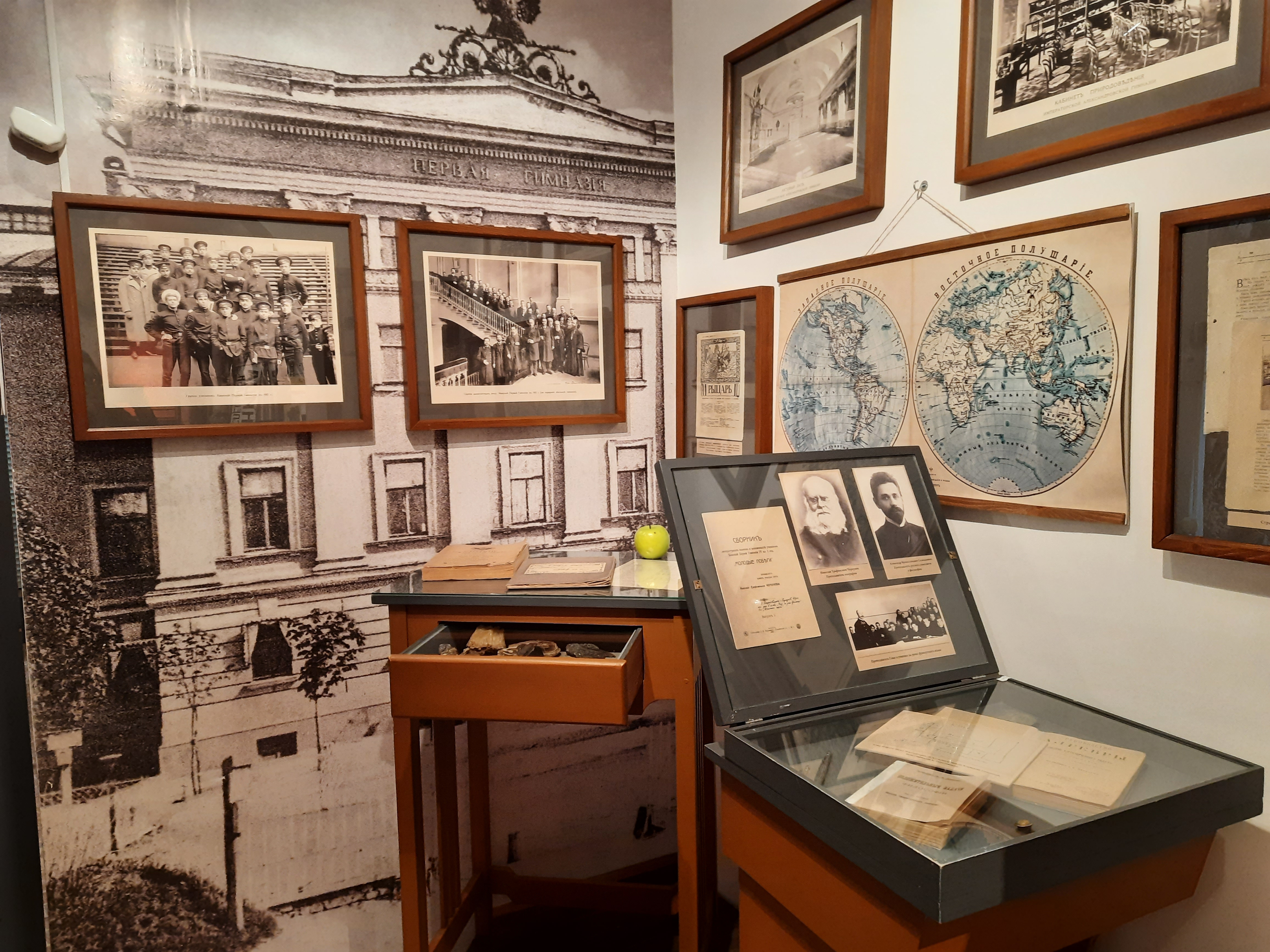
Зал «Город» в литературной экспозиции музея.

В Музее К. Г. Паустовского в Кузьминках расположена литературная экспозиция «Дом Паустовского», открытая осенью 2013 года.
Залы музея превращаются в исключительные художественные экспозиционные пространства. В определённой последовательности возникают пять поэтических «Экосов» писателя: «Город», «Море», «Лес», «Мир» и «Дом», объединённые ключевым образом «Дороги». Личные вещи писателя, документы и фотографии из его семейного архива, а также работы всемирно известных художников, предоставленные из частных коллекций, впервые представлены на выставке.

### Фонды музея
Фондовая коллекция музея — крупнейшее собрание мемориальных предметов, документов и рукописей К. Г. Паустовского (более 20 000 единиц хранения). В 2017 году в год 125-летия писателя Правительством Москвы в фонды музея была приобретена уникальная коллекция документов, среди которых открытка, адресованная Константину Паустовскому Иваном Буниным.

## Мемориальный дом-музей К. Г. Паустовского в Тарусе

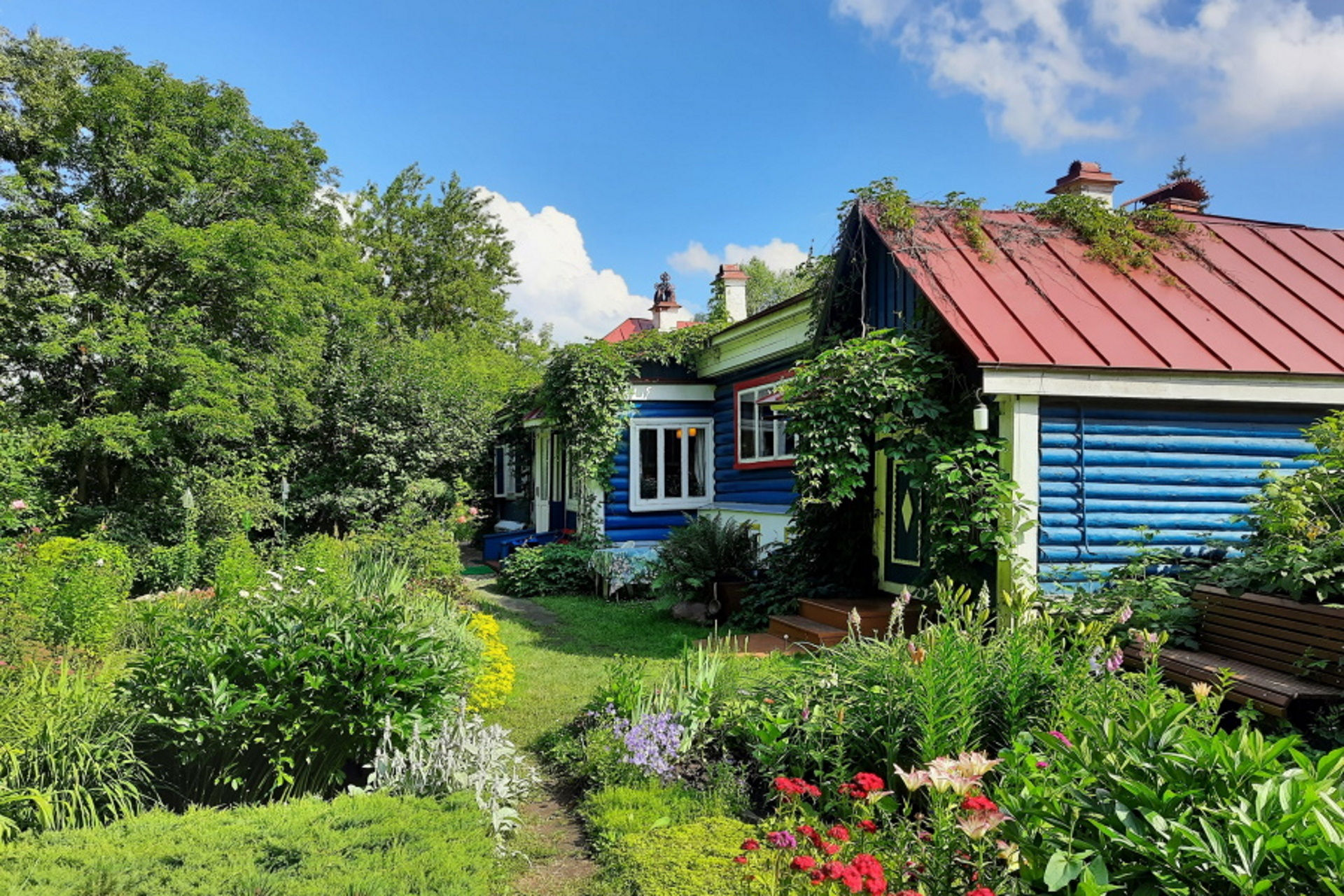
Мемориальный дом-музей К. Г. Паустовского в Тарусе в 2021 году. Вид из мемориального сада писателя.

В 2015 году в структуру музея вошёл Мемориальный дом писателя в Тарусе (ул. Пролетарская, 2), переданный в дар городу Москве падчерицей писателя, Галиной Алексеевной Арбузовой (род. 1935).
Дом был приобретен семьей Паустовских в 1955 году. Построенное в 1930-х годах здание было перевезено из села Кузьмищево и поставлено в Тарусе в августе 1946 года. В 1956—1957 годах было пристроено помещение, в котором разместились кабинет писателя, гостиная и столовая. В доме полностью сохранена обстановка, существовавшая при жизни К. Г. Паустовского.
В 1972 году на доме была установлена мемориальная доска с барельефом и подписью: «В этом доме с 1955 года по 1968 год жил и работал писатель Константин Георгиевич Паустовский».

## Выставочная деятельность

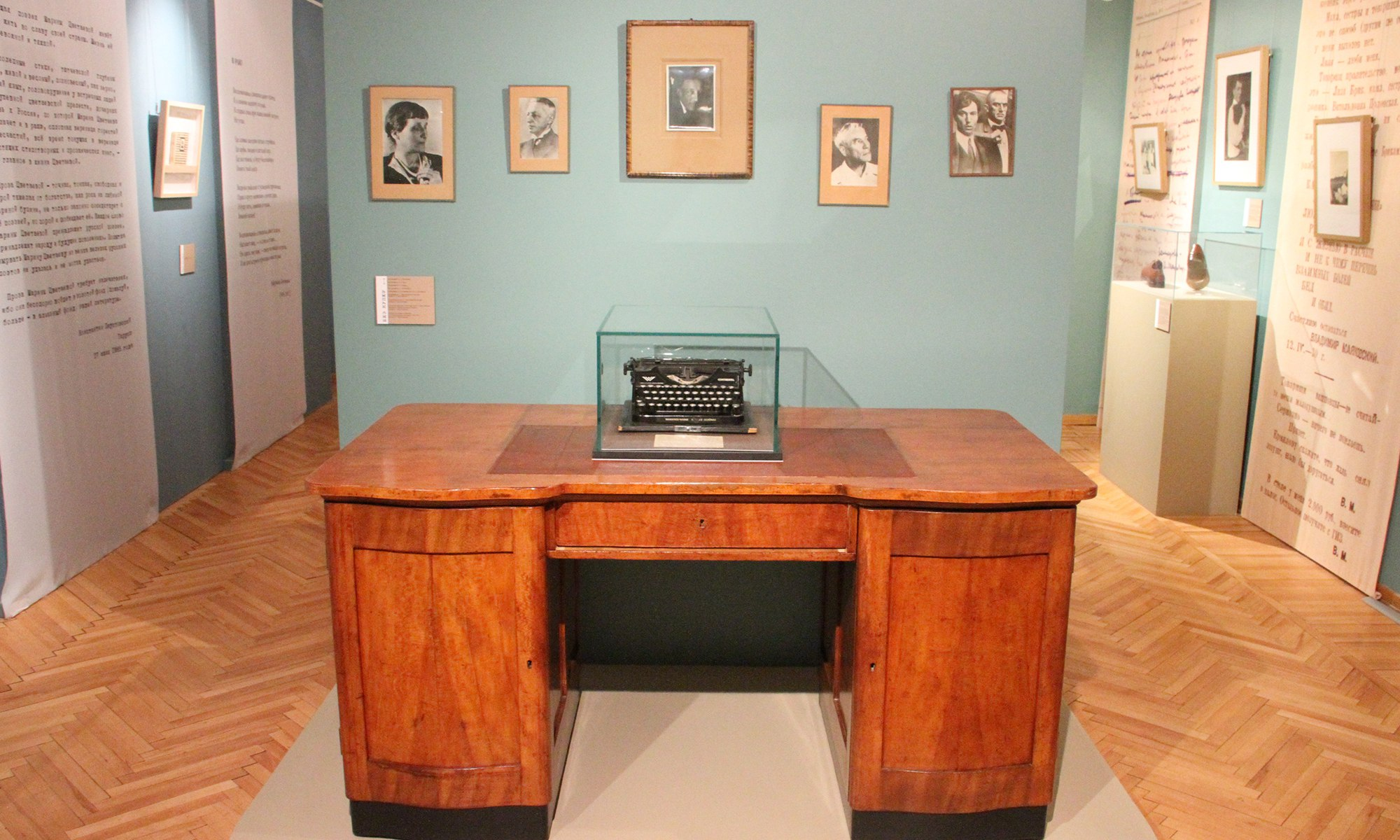
Главная выставка 2017 года «Константин Паустовский. Без купюр».

С 14 декабря 2017 года по 4 февраля 2018 года в Выставочных залах на Арбате Государственного музея А. С. Пушкина прошла главная выставка юбилейного 2017 года «Константин Паустовский. Без купюр». На выставке впервые были представлены авторские версии глав «Повести о жизни» и другие неизвестные широкой публике экспонаты: рукописи, дневники, письма, фотографии, в том числе документы из уникальной коллекции, приобретённой в фонды Музея К. Г. Паустовского Правительством Москвы в год празднования 125-летия со дня рождения писателя. Выставка была организована музеем К. Г. Паустовского совместно с партнёрами проекта: Государственным литературным музеем, Российским государственным архивом литературы и искусства, Российской государственной библиотекой, Государственным центральным театральным музеем имени А. А. Бахрушина, Государственным музеем А. С. Пушкина, Домом-музеем Марины Цветаевой, Музеем Михаила Афанасьевича Булгакова, Музеем С. А. Есенина и Государственным музеем В. В. Маяковского.

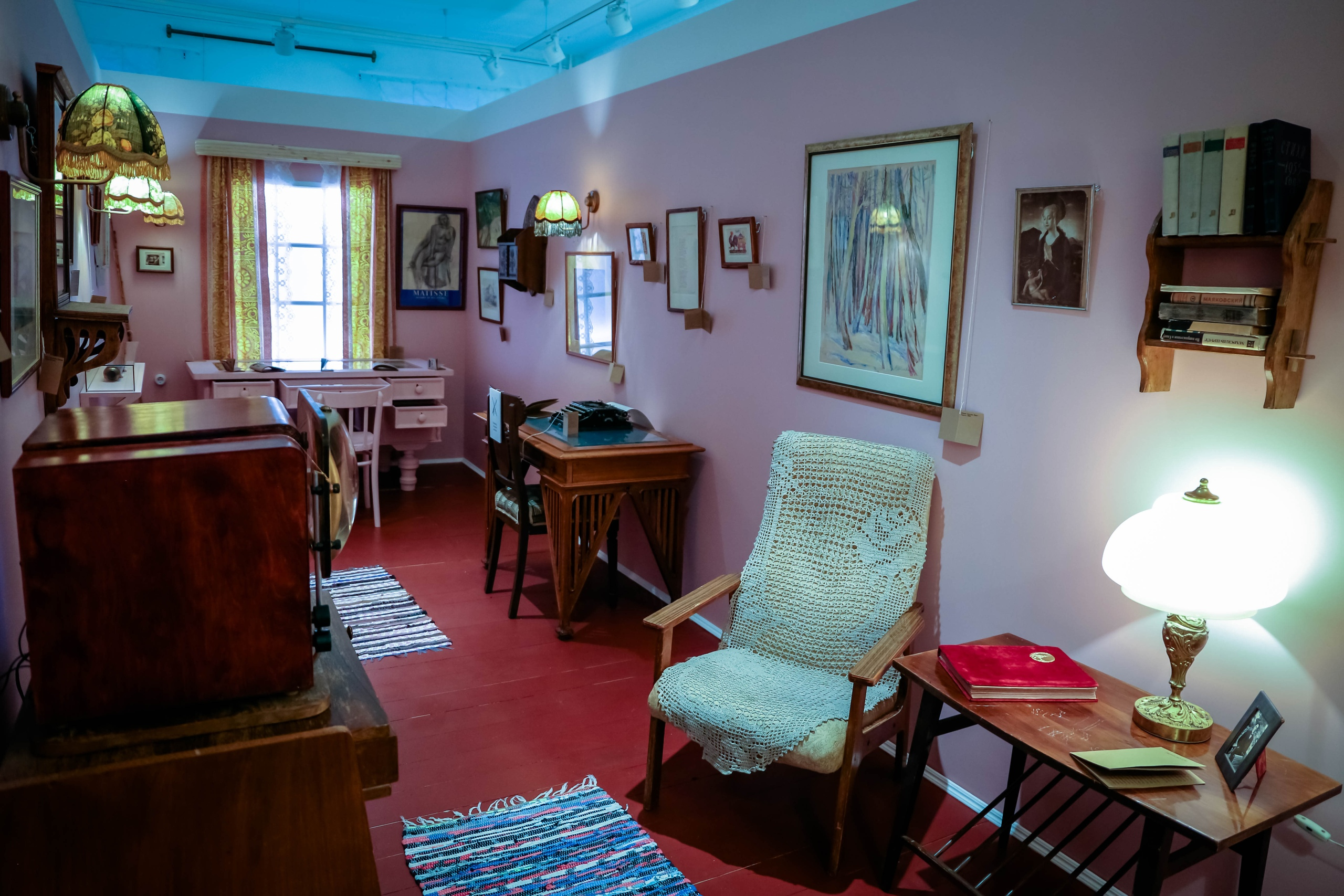
Выставка «Внутренняя Таруса».

Со 2 ноября 2019 года по 2 февраля 2020 года в Доме-музее Марины Цветаевой прошла выставка «Внутренняя Таруса», подготовленная совместно Музеем К. Г. Паустовского и Домом-музеем Марины Цветаевой. Выставка была посвящена Тарусе, периоду «оттепели», феномену «внутренней эмиграции» и первому бесцензурному советскому альманаху «Тарусские страницы».

## Культурно-образовательная деятельность
Музей участвует в инновационных социальных и культурных проектах Правительства Москвы и Департамента культуры города Москвы («Музей-детям», «Московский экскурсовод», «Олимпиада. Музеи, парки, усадьбы», «Урок в музее»), реализует межрегиональные выставочные проекты и программу международного сотрудничества с музеями, культурными центрами и общественными организациями.

## Журнал «Мир Паустовского»
С 1992 по 2017 годы музей издавал культурно-просветительский и литературно-художественный журнал «Мир Паустовского», что в музейной практике достаточно редкое явление. Журнал занимался организацией литературных конкурсов, вёл клуб «Золотая роза». Альманах задумывался как издание, посвященное творчеству и жизни известного писателя Константина Георгиевича Паустовского. Основу каждого номера составляла определённая тема, которую дополняли новости из жизни Музея К. Г. Паустовского и региональных музеев Паустовского и центров по сохранению и изучению наследия писателя в России и за рубежом. На сегодня существует 31 номер журнала.